# La Puerta del Cielo / Seven Lives
La Puerta del Cielo / Seven Lives е дебютният двоен сингъл от седмия студиен албум на немската ню ейдж/електронна група Енигма „Seven Lives Many Faces“.
Това е първият в творческата история на музикалния проект сингъл, който да включва две равностойно издадени песни. „La Puerta del Cielo / Seven Lives“ е и едва вторият сингъл на групата, който да не включва нито един ремикс на основните песни. Песента „Seven Lives“ е използвана в клип на немската национална телевизия ARD, промоциращ Летните олимпийски игри в Пекин. Сингълът е издаден в Германия на 8 август, за да съвпадне с началото на Олимпиадата в Китай, допълвайки кампанията в подкрепа на немския олимпийски отбор.

## Песни
1. „La Puerta del Cielo (Radio Edit)“ – 3:34
2. „Seven Lives (Radio Edit)“ – 3:48